# Regla 63

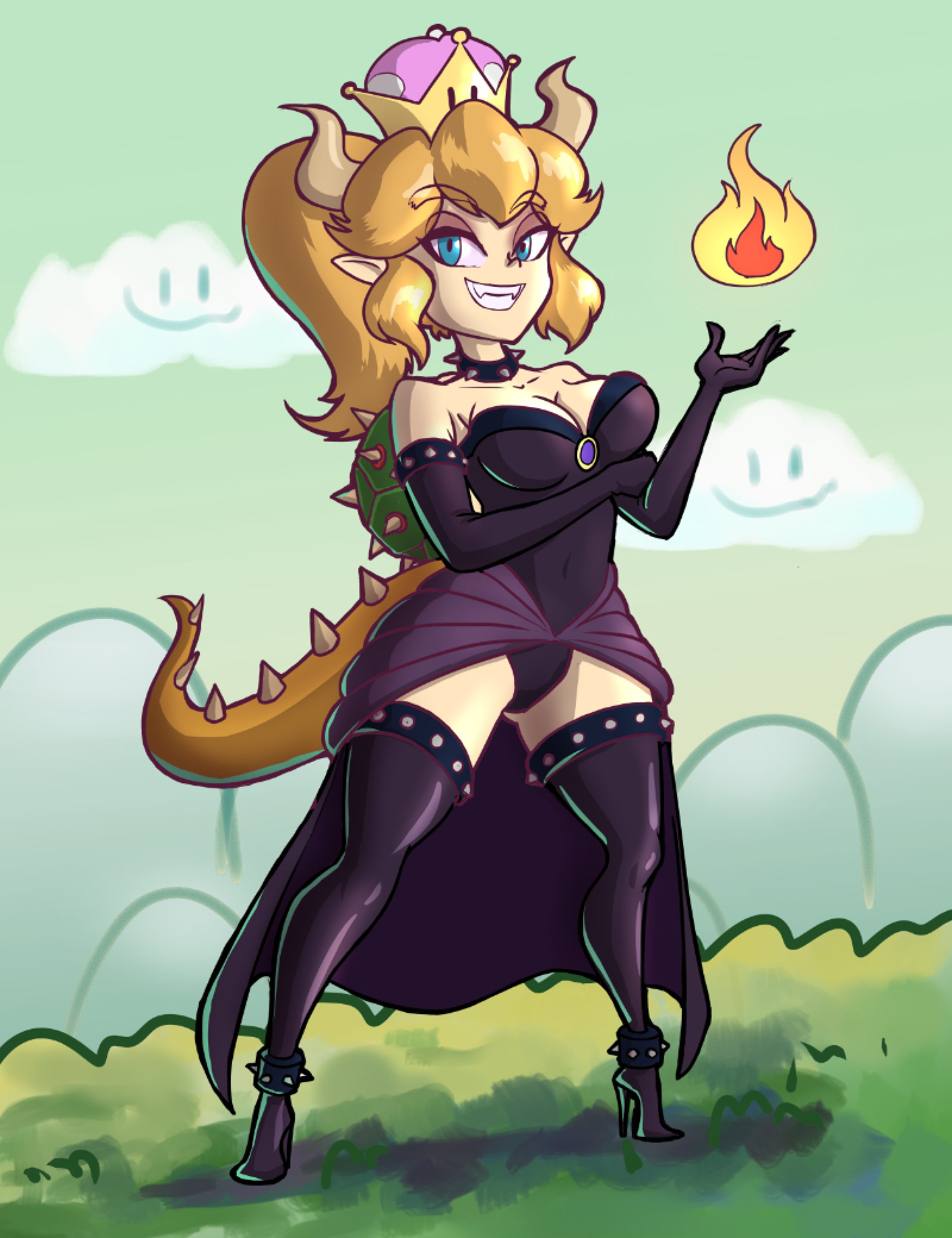
Un ejemplo de la regla 63: Bowsette, que es la forma femenina de Bowser, un personaje ficticio de la saga de Mario.

La regla 63 (en inglés: Rule 63) es una regla del internet que establece que, como regla, «por cada personaje masculino dado, hay una versión femenina de ese personaje y viceversa». Es una de las «Reglas de Internet» que comenzó en 2006 como una guía de Netiqueta en 4chan y finalmente se amplió al incluir reglas deliberadamente burlonas, de las cuales la Regla 63 es un ejemplo. Comenzó a ver un uso general en las comunidades de fanáticos como un término para referirse a los intercambios de género oficiales y hechos por fanáticos de personajes de ficción existentes.

## Origen
Antes de la creación de la Regla 63, el cambio de género se popularizó en los videojuegos en la década de 1990 con el movimiento final del personaje de Darkstalkers, Demitri Maximoff, un vampiro. Llamado «Midnight Bliss», consistía en arrojar una rosa a un personaje para transformarlo en una doncella indefensa y drenarlo por completo de energía vital. Esto significaba que debían crearse versiones femeninas de todos los personajes masculinos del juego, así como los personajes de Street Fighter y SNK cuando SNK vs. Capcom incluyó a Maximoff. Estas interpretaciones femeninas se hicieron populares y dieron como resultado una gran cantidad de fan art, así como el arte de intercambios de género de otros personajes masculinos y femeninos.
La Regla 63 se creó a mediados de 2007 como una adición a las «Reglas de Internet» humorísticas, creadas originalmente a fines de 2006 en 4chan. Enumera dos declaraciones: «por cada personaje masculino dado, hay una versión femenina de ese personaje» y «por cada personaje femenino dado, hay una versión masculina de ese personaje». La primacía de la transición de hombre a mujer contiene un subtexto implícito de que el cambio de género de mujer a hombre es menos importante.
El tropo, originalmente visto principalmente de manera no oficial, luego se difundió más ampliamente en la cultura popular, y los críticos afirmaron que había sido «reconocido por Hollywood».

## Uso
La regla 63 se usa comúnmente como un término para referirse a las interpretaciones con cambio de género de personajes existentes en fanworks, como fan art, fan fiction y cosplay, y es particularmente omnipresente en la comunidad de anime y manga, donde surgieron comunidades construidas alrededor de relaciones románticas de intercambio de género. También a menudo se superpone con la creación de versiones femeninas antropomórficas moe de personajes masculinos no humanos. Un ejemplo muy conocido de esto es Bowsette, una versión femenina del antagonista de Mario, Bowser, que se convirtió en uno de los memes de Internet más populares de 2018. Sin embargo, también ha sido utilizado por los críticos para referirse a personajes oficiales que son versiones con cambio de género de personajes más antiguos o seres ficticios, como el Número Seis de Battlestar Galactica que es una versión «femenina sexy» de Cylon Centurion, y el elenco principal femenino del reinicio de 2016 de Cazafantasmas.
La creación de cosplays de la Regla 63, como superhéroes con cambio de género, se ha citado como popular entre las cosplayers femeninas porque les da la capacidad de representar roles más allá de los guiones de género socialmente aprobados. Se considera empoderador, ya que permite a los cosplayers usar ropa y armas que generalmente no están disponibles para los personajes femeninos. Sin embargo, se dice que ciertos personajes con una fluidez de género inherente funcionan mejor que otros. Ese cosplay que cambia de género, que permite al cosplayer elegir qué comportamiento mejora la actuación, puede contrastarse con el juego cruzado, que sumerge por completo al cosplayer en los códigos de otro género.

## Ejemplos notables

### En cine y televisión
- Adventure Time recibió una serie derivada titulada Fionna and Cake, basada en el episodio homónimo del programa original, que presentaba a Finn y Jake con un cambio de género como personajes principales, así como versiones de género de otros personajes que luego aparecieron en otros episodios.[9]
- El reinicio de Los Cazafantasmas de 2016 contó con un elenco de protagonistas femeninas que se denominó «prueba de la Regla 63», y se observaron similitudes entre cada miembro del equipo y uno de los miembros masculinos originales del equipo. Se llamó un reconocimiento oficial de lo que antes era un fenómeno no oficial impulsado por fanáticos.[4]

### En videojuegos
- En la saga de Mario, la Bowsette hecha por fanáticos es una versión femenina del antagonista masculino Bowser, creado mediante el uso de la Super Corona, un poder que imparte la apariencia y las habilidades de la Princesa Peach a su usuario. La aclaración oficial de Nintendo es que el objeto solo lo puede usar Toadette, y la creación de Bowsette es «técnicamente imposible».[10]
- En Shovel Knight, se agregó un «Modo de intercambio de cuerpo» (originalmente llamado «Cambio de género») después de que se financió como un objetivo de Kickstarter, lo que permite al jugador cambiar las características sexuales secundarias de cada personaje principal en el juego (e, independientemente, sus pronombres ) a través del menú de configuración. Los desarrolladores se esforzaron por mantener la paridad con los diseños de personajes originales al hacer que su versión intercambiada solo tuviera el mismo género que el original, además de combinar su personalidad y jugabilidad existentes.[11][12]
- En la serie de Zelda, el personaje Linkle fue creado por Nintendo como un intercambio de género en un universo alternativo del personaje principal típico, Link. Sin embargo, ella no posee sus poderes y, en cambio, es una chica normal que empuña dos ballestas.[13] Jugable en Hyrule Warriors Legends,[13] también fue modificada en The Legend of Zelda: Breath of the Wild por un fan para reemplazar a Link.[14] El personaje Sheik, en quien la Princesa Zelda tiene la capacidad de transformarse en The Legend of Zelda: Ocarina of Time, ha sido llamado el ejemplo más icónico de cambio de género de mujer a hombre en los juegos, aunque Sheik tiene características tanto masculinas como femeninas.[2]